# Scheidt (Saarbrücken)

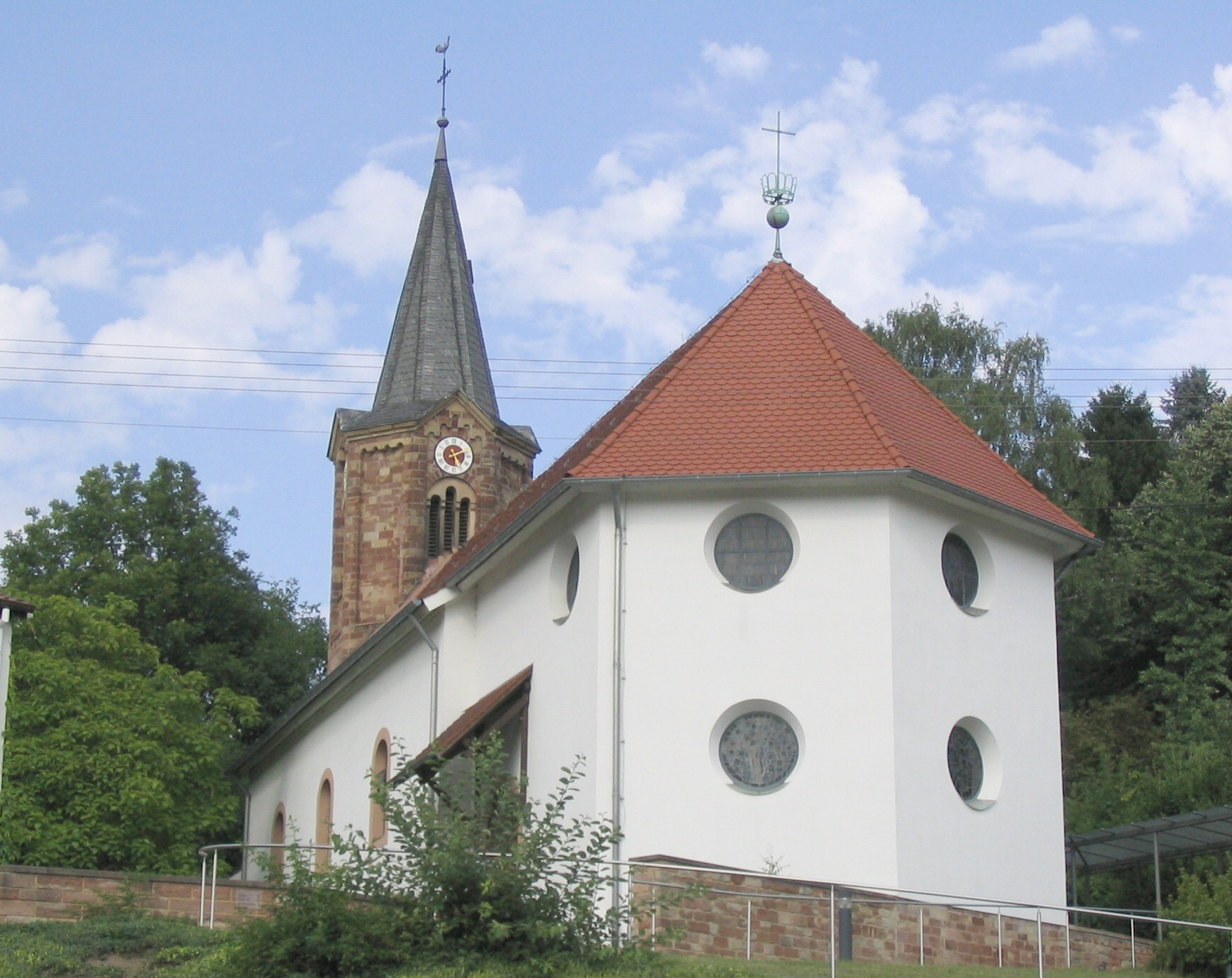
Evangelische Kirche in Scheidt

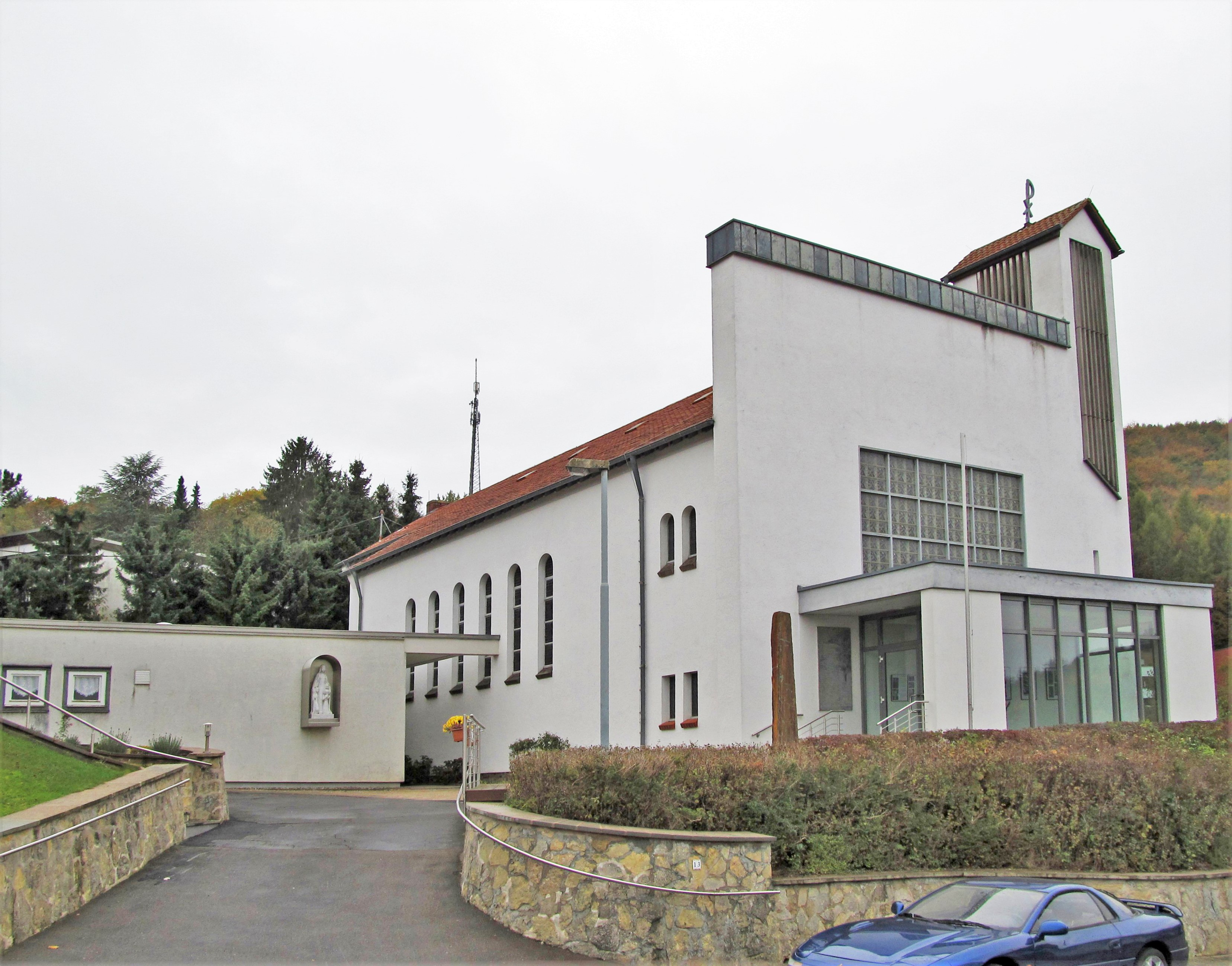
Katholische Pfarrkirche St. Ursula

Scheidt ist ein Stadtteil der saarländischen Landeshauptstadt Saarbrücken und Teil des Stadtbezirkes Dudweiler. Scheidt liegt an der Kaiserstraße. In unmittelbarer Nachbarschaft befindet sich die Universität des Saarlandes.

## Geographie
Der Ort wird vom Rohrbach durchflossen. Die hügelige Umgebung besteht vor allem aus staatlichen Forstgebieten.

## Geschichte
Scheidt zählte einst zur Gemeinde Bischmisheim (heute ebenfalls ein Stadtteil von Saarbrücken) und damit zum Stift Sankt Arnual. Mit dem Stift wurde die Kirche 1575 evangelisch.
Am 15. Oktober 1879 erfolgte der Anschluss an die Verlängerung der Würzbachbahn von St. Ingbert nach Saarbrücken, heute Teilstück der Bahnstrecke Mannheim–Saarbrücken.
Die mittlerweile selbständige Gemeinde Scheidt wurde mit Wirkung vom 1. Januar 1974 nach Saarbrücken eingemeindet (Liste der Stadtteile Saarbrückens). Scheidt beherbergt das Landesarchiv Saarbrücken.

## Sehenswertes
Die Evangelische Kirche Scheidt geht auf eine Dorfkapelle zurück, die um das Jahr 1350 erbaut wurde. Im Dreißigjährigen Krieg wurde diese stark beschädigt und 1737 durch einen barocken Bau ersetzt, wobei der romanische Chorraum erhalten blieb. 1870 wurde der Chorraum abgerissen und an dieser Stelle ein 25 Meter hoher Turm im neoromanischen Stil errichtet. 1957 wurde die Kirche um einen Anbau an der Eingangsseite erweitert. Die Glocken stammen aus den Jahren 1949 und 1958.
Zu den sehenswerten Bauwerken in Scheidt zählt auch die im Jahr 1935 geweihte katholische Pfarrkirche St. Ursula. Der schlichte und kubisch wirkende Sakralbau mit seiner klaren Formensprache wurde nach Plänen des Architekten Jacob Quirin errichtet. In seinem Inneren beherbergt er im Altarraum Seccomalereien des bedeutenden belgischen Grafikers, Zeichners und Malers Frans Masereel aus dem Jahr 1948.

## Bevölkerung
Am 31. Oktober 2020 zählte der Ort 4059 Einwohner.

## Sport

### SV Scheidt 1910
Der wohl bekannteste Verein in Scheidt ist der SV Scheidt 1910. Schon zwei Jahre nach der Gründung hatte der junge SV Scheidt 70 Mitglieder. Die Kriege des 20. Jahrhunderts gingen auch am Fußball nicht spurlos vorbei, 13 Sportler des SVS ließen im Ersten Weltkrieg ihr Leben, im Zweiten Weltkrieg konnte man den Spielbetrieb bis 1942 aufrechterhalten. Nach dem Krieg waren die Scheidter ein fester Bestandteil der Kreisliga A, erst in den 1980er Jahren gelang der Aufstieg in die Bezirksliga.

### TV Scheidt
Der TV Scheidt ist ein sogenannter Mehrspartenverein. Er wurde 1886 gegründet und bietet auf seiner Vereinsanlage im Wiesental zahlreiche Möglichkeiten, sich sportlich zu betätigen. Zu den angebotenen Sparten zählen Beachvolleyball, Boule, Faustball, Nordic Walking, Ski, Taekwondo, Tennis, Turnen und Volleyball.